# Petrus Valkenier
Petrus Valkenier de Valckenier (ur. 1641, zm. 1712) – holenderski prawnik, pisarz i dyplomata.
Studiował prawo w Lejdzie, po czym został adwokatem w Amsterdamie. W latach 1676–1690 był holenderskim posłem na sejm Rzeszy we Frankfurcie nad Menem, a w latach 1690–1704 w kantonach szwajcarskich.
Napisał Verwerd Europa ofte Polityke en Historische Beschrijving der waare Fundamenten en Oorzaken van de Oorlogen en Revolutiën in Europa, voornamentlijk in en omtrent de Nederlanden, sedert den jare 1664, gecauseert door de gepretenteerde universele Monarchie der Franschen. Verdeelt in dry stukken, met bygevoegde Authentyke stukken oraz 't Verwerd Europa of Polityke en Historische Beschrijving van alle gedenkwaerdigste staats- en krijgsvoorvallen zoo binnen als buyten 't Christenrijk, voornamentlijk in en omtrent Hoog- en Neder-Duitschland, en derzelve aangrenzende Rijken en Staaten, sedert de jaren 1672 tot 1675, door de Fransche wapenen veroorzaakt; met bijgevoegde Authentyke stukken.